# 波洛格统计区
波洛格统计区，是北馬其頓八个统计区之一，位于该国西北部，与阿尔巴尼亚及科索沃接壤。

## 市镇
波洛格统计区包括9个市镇：
- 博戈维涅市镇
- 布尔韦尼察市镇
- 戈斯蒂瓦尔市镇
- 耶古诺夫采市镇
- 马夫罗沃和罗斯图沙市镇
- 泰阿尔采市镇
- 泰托沃市镇
- 弗拉普契什泰市镇
- 热利诺市镇